# Stenopsocus
Stenopsocus — род сеноедов из подотряда Stenopsocidae.

## Описание
Крылья без рисунка или с единичными неясными пятнами. pt узкая, её длине не менее чем в четыре раза превышает ширину; край заднего крыла опушен между ветвями RS..

## Систематика
В составе семейства:
- Stenopsocus albipileus Smithers, 1974
- Stenopsocus immaculatus (Stephens, 1836)
- Stenopsocus lachlani Kolbe, 1880
- Stenopsocus stigmaticus (Imhoff & Labram, 1846)